# Mikko Hyyrynen
Mikko Hyyrynen est un footballeur finlandais, né le 1er novembre 1977 à Lappeenranta en Finlande. Il évolue comme attaquant.

## Palmarès
- TPS Turku
  - Vainqueur de la Coupe de la Ligue finlandaise en 2012.